# Shū Kamo
Pour les articles homonymes, voir Kamo.
Shū Kamo (加茂 周, Kamo Shū, né le 29 octobre 1939 à Ashiya) est un footballeur et entraîneur nippon.

## Biographie
Shū Kamo évolua comme attaquant à Yanmar, mais il est plus connu comme entraîneur. Il fut entraîneur de Nissan Motors, remportant un championnat du Japon en 1989 et quatre coupes du Japon. Puis de 1991 à 1994, il dirigea les Yokohama Flügels, remportant une coupe du Japon. Il fut ensuite le sélectionneur du Japon de 1995 à 1997, participant à la Coupe des confédérations 1995, où le Japon fut éliminé au premier tour. Il est viré en 1997 pour des résultats insuffisants dans les éliminatoires de la Coupe du monde 1998. Il connut sa dernière expérience avec Kyoto Purple Sanga, mais il ne remporta rien.

## Clubs

### En tant que joueur
- Yanmar

### En tant qu'entraîneur
- 1974-1984 :  Nissan Motors
- 1985-1989 :  Nissan Motors
- 1991-1994 :  Yokohama Flügels
- 1995-1997 :  Japon
- 1999-2000 :  Kyoto Purple Sanga

## Palmarès
- Coupe du Japon de football

- - Vainqueur en 1983, en 1985, en 1988, en 1989 et en 1993
- Championnat du Japon de football
  - Champion en 1989
  - Vice-champion en 1983 et en 1984